# Liste der Einträge im National Register of Historic Places im Lincoln County (Tennessee)
Diese Liste der Einträge im National Register of Historic Places im Lincoln County (Tennessee) enthält alle im Lincoln County, Tennessee in das National Register of Historic Places eingetragenen Gebäude, Bauwerke, Objekte, Stätten oder historischen Distrikte.
Diese Liste entspricht dem Bearbeitungsstand des National Park Service/National Register of Historic Places vom 4. Oktober 2024.

## Legende
| NRHP | Historic Place             |
| HD   | National Historic District |

## Aktuelle Einträge
| [ 2 ] | Name                                         | Bild                                         | Eintragsdatum                 | Lage | Ort          | Beschreibung |
| ----- | -------------------------------------------- | -------------------------------------------- | ----------------------------- | --- | ------------ | ------------ |
| 1     | Borden Powdered Milk Plant                   | Borden Powdered Milk Plant                   | 14. Juli 1988 ID-Nr. 88001060 | S. Main St. 35° 8′ 8″ N, 88° 33′ 21″ W | Fayetteville |              |
| 2     | Childress House                              | Childress House                              | 25. Feb. 1982 ID-Nr. 82003985 | 2618 Pulaski Highway 35° 12′ 1″ N, 86° 43′ 3″ W                                                                                                 | Fayetteville |              |
| 3     | Isaac Conger House                           | Isaac Conger House                           | 16. Juli 1973 ID-Nr. 73001807 | 50 Hamestring Rd. 35° 13′ 13″ N, 86° 30′ 25″ W                                                                                                  | Fayetteville |              |
| 4     | Hugh Bright Douglas House                    | Hugh Bright Douglas House                    | 25. März 1982 ID-Nr. 82003986 | 301 Elk Ave., N. 35° 9′ 15″ N, 86° 34′ 47″ W | Fayetteville |              |
| 5     | Greer-Gill Farm                              |                                              | 7. Juli 2022 ID-Nr. 100007917 | 352 Gingerbread Rd. 35° 17′ 40,6″ N, 86° 35′ 56,8″ W                                                                                            | Petersburg   |              |
| 6     | Harms Mill Hydroelectric Station             |                                              | 5. Juli 1990 ID-Nr. 90001007  | Tennessee State Route 15 am Elk River 35° 9′ 2″ N, 86° 38′ 55″ W                                                                                | Fayetteville |              |
| 7     | Harris-Holden House                          | Harris-Holden House                          | 19. März 1975 ID-Nr. 75001766 | 304 Daves Hollow Rd. 35° 13′ 45,5″ N, 86° 36′ 23″ W                                                                                             | Howell       |              |
| 8     | Kelso Bowstring Arch Truss Bridge            |                                              | 4. Jan. 1983 ID-Nr. 83003046  | nördlich von Kelso an der Stephens Creek Rd. 35° 8′ 17″ N, 86° 28′ 7″ W                                                                         | Kelso        |              |
| 9     | Lincoln County Poor House Farm               | Lincoln County Poor House Farm               | 11. Juli 1985 ID-Nr. 85001511 | 120 Poorhouse Rd. 35° 3′ 59″ N, 86° 40′ 45,8″ W                                                                                                 | Coldwater    |              |
| 10    | McDonald-Bolner House                        | McDonald-Bolner House                        | 31. Mai 1984 ID-Nr. 84003579  | 400 S. Elk 35° 8′ 57″ N, 86° 34′ 9,8″ W | Fayetteville |              |
| 11    | Mimosa School                                | Mimosa School                                | 28. Juli 1983 ID-Nr. 83003047 | 464 Mimosa Rd. 35° 13′ 31″ N, 86° 31′ 12″ W | Mimosa       |              |
| 12    | Mount Zion Missionary Baptist Church         | Mount Zion Missionary Baptist Church         | 6. Juli 2000 ID-Nr. 00000731  | 305 W. Maple St. 35° 9′ 0″ N, 86° 34′ 26″ W | Fayetteville |              |
| 13    | Mulbery-Washington-Lincoln Historic District | Mulbery-Washington-Lincoln Historic District | 31. Mai 1984 ID-Nr. 84003580  | zwischen der Bright, Elk, Green, Main, Lincoln, Mulberry und Washington Sts. 35° 9′ 18″ N, 86° 34′ 1″ W                                         | Fayetteville |              |
| 14    | Petersburg Historic District                 |                                              | 7. Nov. 1985 ID-Nr. 85002753  | zwischen der Church, Railroad und Gaunt Sts., mit einem Teilbereich der Tennessee State Route 50 35° 19′ 3″ N, 86° 38′ 19″ W                    | Petersburg   |              |
| 15    | St. Paul African Methodist Episcopal Church  | St. Paul African Methodist Episcopal Church  | 3. Okt. 2003 ID-Nr. 03001003  | 521 W. College St. 35° 9′ 11″ N, 86° 34′ 39″ W                                                                                                  | Fayetteville |              |
| 16    | South Elk Street Historic District           | South Elk Street Historic District           | 12. Juli 1989 ID-Nr. 89000127 | zwischen der E. Campbell St., Franklin St. und der ehemaligen Eisenbahnstrecke der Louisville and Nashville Railroad 35° 8′ 56″ N, 86° 34′ 8″ W | Fayetteville |              |
| 17    | Whitaker-Motlow House                        | Whitaker-Motlow House                        | 15. Nov. 2011 ID-Nr. 11000807 | 740 Lynchburg Highway 35° 13′ 30,2″ N, 86° 25′ 55,2″ W                                                                                          | Mulberry     |              |